# Bronów (województwo wielkopolskie)
Bronów – wieś w Polsce, położona w województwie wielkopolskim, w powiecie pleszewskim, w gminie Pleszew. 
W latach 1954–1959 wieś należała i była siedzibą władz gromady Bronów, po jej zniesieniu w gromadzie Taczanów II. W latach 1975–1998 miejscowość administracyjnie należała do województwa kaliskiego.
Liczba mieszkańców wsi w 2011 roku wynosiła 311 osób.